# Duiquer bai
El duiquer bai (Cephalophus dorsalis) és un duiquer que viu als boscos de Gabon, el sud del Camerun i el nord del Congo, així com Sierra Leone, Libèria i les parts meridionals de Costa d'Ivori, Ghana i Benín. Alguns creuen que es tracta d'una subespècie del duiquer d'Ogilby.